# Великий потік (притока Іпеля)
Великий потік (словац. Veľký potok) — річка в Словаччині; права притока Іпеля довжиною 20.2 км. Протікає в окрузі  Вельки Кртіш.
Витікає в масиві Крупінська-Планина на висоті 460 метрів. Протікає територією сіл Человце; Віниця; Долінка і Косіги-над-Іпеллю.
Впадає в Іпель на висоті 133 метри.